# Pecluma schkuhrii
Pecluma schkuhrii är en stensöteväxtart som först beskrevs av Giuseppe Raddi, och fick sitt nu gällande namn av Pichi-serm. Pecluma schkuhrii ingår i släktet Pecluma och familjen Polypodiaceae. Inga underarter finns listade.